# Ulrich Hachulla
Ulrich Hachulla (* 30. Mai 1943 in Heydebreck, Oberschlesien) ist ein Maler und Grafiker und zählt zu den Vertretern der Leipziger Schule.

## Leben
In den Jahren 1945 bis 1947 siedelte die Familie Hachulla im Zuge der Flucht nach Halle/Saale um. Hier nahm Hachulla schon während seiner Schulzeit Zeichenunterricht bei dem Maler und Liebermann-Schüler Hanns Markowski. Nach dem Abitur und einem praktischen Jahr in einer Hallenser Druckerei begann er 1963 sein Studium an der Hochschule für Grafik und Buchkunst in Leipzig u. a. bei Harry Blume, Hans Mayer-Foreyt, Bernhard Heisig und Werner Tübke. In den Jahren 1968 bis 1972 war Hachulla als freischaffender Künstler in Leipzig tätig, bevor er 1972 als Aspirant bei Werner Tübke an die Hochschule zurückkehrte und anschließend dessen Meisterschüler wurde. Von 1972 bis 1974 war Hachulla mit der Leipziger Malerin Petra Fleming verheiratet.
1974 erhielt er einen Lehrauftrag, zwei Jahre später wurde ihm die Leitung der Werkstatt für Radierung übertragen. Seit 1993 hatte Hachulla die Professur für Grafik/Radierung an der Hochschule für Grafik und Buchkunst Leipzig inne und von 2005 bis zu seiner Emeritierung 2008 leitete er die Grafikklasse der bekannten Kunstakademie. Ulrich Hachulla lebt und arbeitet in Leipzig.
Hachulla war bis 1990 Mitglied des Verbandes Bildender Künstler der DDR. Er hatte in der DDR und im Ausland eine bedeutende Zahl von Einzelausstellungen und Ausstellungsbeteiligungen, u. a. von 1972 bis 1988 an der VII. bis X. Kunstausstellung der DDR in Dresden.
Studienreisen führten ihn u. a. nach Italien, Ägypten, Korea, Jugoslawien, in die Schweiz, USA, die Sowjetunion und in den Irak.

## Werk
Zusammen mit Volker Stelzmann, Arno Rink und Wolfgang Peuker gehört Ulrich Hachulla einer Generation an, die vor allem in den 1970er Jahren in ihrer Formsprache der Neuen Sachlichkeit nahesteht. Hachullas Bilder kommunizieren erstarrte, menschliche Verhaltensweisen, Zustände der Distanz und Fremdheit, sie erzählen, nicht selten mit einem humoristischen Unterton, von bedrückender Enge und aufbegehrenden Fluchtversuchen.
Das Porträt spielt hierbei eine zentrale Rolle. Die Bildnisse Hachullas zeigen neben immer wiederkehrenden Selbstdarstellungen den Menschen allein, unkommunikativ, kühl distanziert, verortet in privater Umgebung oder in seinem Arbeitsumfeld. Auf diese Weise entstehen zahlreiche charakteristische Typenbildnisse, individuelle Geschichten, Gesichter der Zeit.
Ansehen erlangte Ulrich Hachulla in besonderem Maße für sein umfangreiches grafisches Œuvre: Nach frühen, streng linearen Ätzungen erprobte er die Möglichkeiten und Grenzen von Kaltnadel, Aquatinta und Reservage, erobert sich das Feld des farbigen Mehrplattendrucks, entdeckt in Vergessenheit geratene Techniken wie Vernis mou, Roulette und Weißdruck neu und gibt dieses Wissen in seiner langjährigen Hochschultätigkeit weiter an die Folgegeneration der sogenannten Neuen Leipziger Schule.
Das künstlerische Werk von Ulrich Hachulla schließt sich den Tendenzen des kritischen Realismus seiner Zeit an. Es führt Traditionslinien von Otto Dix und Christian Schad fort, entwickelt diese weiter und überführt sie in die Gegenwart. Im Sinnbildhaften, in den mythologisch allegorischen Verweisen lassen sich die Spuren seiner Lehre bei Werner Tübke erkennen.

## Veröffentlichungen (Auswahl)
- Der Tiefdruck. Marginalien, Zeitschrift für Buchkunst und Bibliophilie. Bucha, 237. Heft, 2020/2

## Auszeichnungen (Auswahl)
- 1977, 1982 und 1985: Preisträger „100 ausgewählte Grafiken“
- 1973: Kunstpreis der FDJ
- 1978: Kunstpreis der Stadt Leipzig
- 1983: Kunstpreis der DDR
- 1999: Otto-Ditscher-Preis für Buchillustrationen

## Einzelausstellungen
- 1970: Museum der bildenden Künste, Graphisches Kabinett | Leipzig
- 1974: Ausstellungszentrum | Győr (Ungarn); Schloßmuseum Merseburg I Merseburg
- 1976: Kulturhistorisches Museum Magdeburg I Magdeburg
- 1981: Echnatonhalle | Kairo
- 1982 Leipzig, Galerie Wort und Werk (mit Gisela Richter-Thiele)
- 1983: Galerie Schmidt-Rottluff | Karl-Marx-Stadt (Chemnitz)
- 1986: Neue Dresdner Galerie | Dresden
- 1987: Kunstverein Bretten I Bretten; Staatliches Museum Schwerin I Schwerin; Schloss Güstrow I Güstrow
- 1988: Kulturzentrum Krakau I Krakau; Galerie Spala | Prag; Kulturzentrum Bratislava I Bratislava
- 1992: Galerie Schwind | Frankfurt am Main
- 1993: Galerie im Torhaus | Münster; Kunstspeicher | Oldenburg
- 1999: Galerie Schwind | Frankfurt am Main
- 2007: Galerie am Ritterplatz | Bensheim; Galerie Schwind | Leipzig und Frankfurt am Main
- 2008: Haus des Buches | Leipzig; Galerie Schwind | Leipzig; Künstlerhaus Hohenossig | Krostitz
- 2009: Galerie im Kreishaus, Künstlerbund | Olpe
- 2019: Kunsthalle Rostock | Rostock